# معهد الإدارة التربوية
معهد الإدارة التربوية (بالالمانية: Institut für Pädagogikmanagement) يعرف ايضاً اختصاراً بمعهد إدارة التربية (IfPM) مؤسسة تعليمية ذات مكانة جامعية للدراسات والتدريب المستمر في مجال الرعاية الاجتماعية والرعاية الخاصة بالأطفال والشباب وإدارة التعليم، مقره في باد دورهايم.
كان المعهد يعمل عمليًا في منطقة شوارتسفالد-بار-كرايس ومنطقة شتوتغارت. وكان أول معهد جامعي معتمد في ألمانيا في مجال إدارة التربية، وفي الوقت المناسب تم تبني برامج الدراسة من قبل العديد من الجامعات. تأسس المعهد عام 2008 بموجب اتفاقية تعاون بين مؤسسة "Off Road Kids" وجامعة Steinbeis في برلين، وقدم عروضًا للحصول على درجة البكالوريوس والماجستير ودورات وأحداث تدريبية حتى عام 2018. بين عامي 2016 و 2018، نظم معهد إدارة التربية "IfPM" يوم الكفاءة في التربية والإدارة في شتوتغارت، لإنشاء منصة للتبادل الفني بين المؤسسات والجامعات والمديرين (المستقبليين).

## التعليم ومواكبة التطور
من المفضل للمعلمين الحصول على التعليم المستمر في هذا المجال من خلال الدورات والبرامج التدريبية التي تقدمها المؤسسات التعليمية المختلفة، بما في ذلك الجامعات.